# Општина Буковац (Тимиш)
Буковац (рум. Bucovăţ) општина је у Румунији у округу Тимиш.
Oпштина се налази на надморској висини од 91 m.